# Zjeleznyj potok
Zjeleznyj potok (russisk: Железный поток) er en sovjetisk spillefilm fra 1967 af Jefim Dsigan.

## Medvirkende
- Nikolaj Aleksejev - Kozjukh
- Lev Fritstjinskij - Artemov
- Vladimir Ivasjov - Aleksej Prikhodko
- Nikolaj Dupak - Volosatov
- Nikolaj Denisenko